# Sarrewerden
Sarrewerden je občina v departmaju Bas-Rhin francoske regije Alzacija.
Leta 1990 je v občini živelo 987 oseb oz. 59 oseb/km².